# Libnotes amatrix
Libnotes amatrix là một loài ruồi trong họ Limoniidae. Chúng phân bố ở miền Cổ bắc.